# Катерина Стефаниди
Катерина Стефаниди (грч. Κατερινα Στεφανιδη; 4. фебруар 1990) је грчка атлетичарка у дисциплини скок мотком. Освојила је златну медаљу на Летњим олимпијским играма 2016. године, са скоком од 4.85 метара  и такмичила се на Летњим олимпијским играма 2012. Била је шампионка на Светском првенству у атлетици на отвореном (2017), Европском првенству у атлетици на отвореном (2016) и носилац медаље са Евопског првенства у атлетици у дворани (2017). Стефаниди је освојила укупно осам медаља на свим великим међународним првенствима у атлетици.

## Лични живот
Стефаниди је дете спортиста Јоргоса Стефанидиса и Зои Варелија, који су се међусобно такмичили у троскоку и спринтовима. Њена млађа сестра, Џорџија, такође се бави скоком мотком. 2015. године се удала за Мича Кријера, свог будућег тренера, који се такође бави скоком мотком. Живи у САДу.

## Каријера

### Ниво јуниора: 2005—2010.
Стефаниди је похађала 1. средњу школу у Палинију и освојила Национално првенство средње школе. Она је премашила рекорд Националне гимназије и рекорд Шампионата освојивши злато на Гимназијади 2006. године. Одрастајући, она је премашила све рекорде светске рекорде у старосним групама, у доби од 11-14 година и одмах након што је напунила 15 година, она је премашила рекорд Светске омладине (испод 18 година) са скоком од 4,37 м. Њено прво међународно искуство дошло је када је имала 15 година, када је представљала Грчку на Светском првенству у атлетици за млађе јуниоре 2005. године у Маракешу, пласирајући се на прво место са 4,30 м. На Светском првенству у атлетици за млађе јуниоре 2007. године, које је одржано у Острави, била је друга са 4,25 м. 2008. године освојила је бронзану медаљу са 4,25 метра на Светском првенству у атлетици за јуниоре у Бидгошчу, Пољска. Исте године је стекла спортску стипендију на Универзитету Станфорд и почела да се такмичи за њихов атлетски клуб. Поседује мастер диплому на студијама когнитивне психологије са Др. Гене А. Бревером на Државном универзитету Аризоне док је тренирала са тренером Ником Хисонгом, олимпијским шампионом.
На Станфорд, Стефаниди је пробила рекорд са скоком од 4,13 метра под вођством тренера Криса Мацка и главног тренера Едрика Флореала. 2010. године, са тренером Тобијем Стевансоном, освојила је пето место (са 4.30 м) на Женском првенству у дворанама и четврто место (4,25 м) на Женском првенству на отвореном, након што је више пута оборила школски рекорд.

### 2011—2013
2011. године била је друга на Женском првенству у дворанама са 4,40 м. Те исте године одбранила је своју титулу (4,28 м) и била трећа на Женском првенству на отвореном (4,40 м). Освојила је друго место на Европском првенству у атлетици за млађе сениоре у Острави и трећа на Универзијади у Шенџену, Кина, након што је скакањем направила лични рекорд од 4,45 м. На последњој години, Стефаниди је освојила треће место на Женском првенству у дворани (4,35 м).
У сезони на отвореном 2012. године, она је постала шампион на такмичењу у Јуџину, Орегон, где је оборила свој школски рекорд са 4.48 м. Месец дана касније постала је шампион у Де Мојну, Ајова (4,45 м). Њена најбоља сезона, 4,51 м, постигнута је у јулу 2012. у Ливермору, у Калифорнији, где је постала грчка рекордерка испод 23 године.
У 2013. години суочила се са повредама, чиме није побољшала свој лични рекорд, 4.45 м.

### 2014—2015
У сезони у дворанама у 2014. години побољшала је свој лични рекорд на 4,55 м. У сезони 2014 на отвореном, она је побољшала свој најбољи резултат на 4,57 м и успоставила нови лични најбољи рекорд на 4.60 м у ИААФ Дијамантској лиги у Њујорку, где је освојила 4. место. Први пут се такмичила на првом лигашком првенству Европе у атлетици, одржаној у Талину, представљајући Грчку и побдивши са скоком од 4,55 м. Она је успела да поново поправи свој најбољи рекорд у Дијамантској лиги у Глазгову са скоком од 4,65 м, освојивши треће место. Недељу дана пре Европског првенства поставила је још један лични рекорд на 4,71 метра, изједначивши грчки рекорд на отвореном.
На Европском првенству у атлетици на отвореном 2014. године, имала је једноставну квалификацију, док је у финалу имала први успех у великим догађајима као жена освојивши сребрну медаљу са 4,60 м, и изгубивши златну медаљу у последњем скоку догађаја, коју је освојила Анжелика Сидорова. Она је касније освојила медаљу на Дијамантској лиги са 4,57м и освојила треће место у финалу Дијамантске лиге, одржане у Цириху са 4,67м. Са овим резултатима, заузела је друго место у серији Дијамантске лиге, иза Фабијане Мурер. Током 2014. године скочила је 10 пута изнад 4,55 м, док је њен бивши лични рекорд износио 4,51 м.
Током сезоне у дворанама 2015. године, поставила је лични најбољи рекорд четири пута (4,56 м, 4,60 м, 4,61 м и 4,77 м, што је привремено био и грчки национални рекорд у атлетици). На Европском првенству у атлетици у дворани 2015. освојила је сребрну медаљу са 4,75 м. У априлу 2015, названа је Женском атлетичарком месеца од стране Европске атлетике.

### 2016—данас
У сезони у дворанама 2016. године поставила је национални рекорд са великим скоком од 4,90 метара на Милросе играма, где се рангирала на четвртом месту скоком мотком, заједно са Деми Пајн која је имала исту висину на том такмичењу. На Светском првенству у атлетици у дворани 2016 у Портланду, освојила је бронзану медаљу са скоком од 4,80 м. У наредним месецима континуирано је побољшабала свој лични рекорд на отвореном (4,73, 4,75 и 4,77 м), а у Филотеи поставила је национални рекорд на отвореном са 4,86 м. У јулу 2016, на Европском првенству у атлетици на отвореном освојила је златну медаљу са 4,81 метра, победивши рекорд Јелене Исинбајеве.
На Летњим олимпијским играма 2016. постала је олимпијски шампион са скоком од 4,85 м, постајући седма грчка атлетичарка и четврта у атлетици, (након Вуле Патулиду, Атанасие Цумелека, Фани Халкие, Софие Бекатору, Емилие Цулфа и Ане Коракаки) која је освојила златну медаљу на Летњим олимпијским играма. У септембру се рангирала на прво место и освојила дијамант у серији ИААФ Дијамантска лига 2016..
Током сезоне 2017. године у дворани, постала је шампион Европе на Европском првенству у атлетици у дворани 2017., са скоком од 4,85 м, постављајући нову висину. У летњој сезони 2017. поставила је светску улогу у Римској Голден Гала са 4,85 и покушала по први пут да постави нови светски рекорд. Две године након разочаравајућег наступа на Светском првенству у атлетици 2015. године, где је пропустила финале, Стефаниди је освојила златну медаљу на Светском првенству у атлетици на отвореном 2017. године у Лондону, где је чак и пробила њен сопствени грчки рекорд - и поставио нови светски изазов за 2017. - висином од 4,91 м. Катерина је завршила своју сезону на отвореном 2017. године без премца (14 победа заредом) и победила на завршетку дијамантске лиге у Бриселу другу годину за редом. 14.10.2017. била је изгласана за Европског спортисту 2017. године.

## Признања и резултати
| Година             | Такмичење                                      | Место                           | Датум              | Висина             |                    |
| Representing Грчка | Representing Грчка                             | Representing Грчка              | Representing Грчка | Representing Грчка | Representing Грчка |
| ------------------ | ---------------------------------------------- | ------------------------------- | ------------------ | ------------------ | ------------------ |
| 2005               | Светско првенство у атлетици за млађе јуниоре  | Маракеш, Мароко                 | 1.                 | 4.30 m             |                    |
| 2007               | Светско првенство у атлетици за млађе јуниоре  | Острава, Чешка                  | 2.                 | 4.25 m             |                    |
| 2008               | Светско првенство у атлетици за јуниоре        | Бидгошч, Пољска                 | 3.                 | 4.25 m             |                    |
| 2011               | Европско првенство у атлетици за млађе сениоре | Острава, Чешка                  | 2.                 | 4.45 m             |                    |
| 2011               | Универзијада                                   | Шенџен, Кина                    | 3.                 | 4.45 m             |                    |
| 2012               | Европско првенство у атлетици на отвореном     | Хелсинки, Финска                | Финале             |                    |                    |
| 2012               | Летње олимпијске игре                          | Лондон, Уједињено Краљевство    | Квалиф. круг       | 4.25 m             |                    |
| 2013               | Европско првенство у атлетици у дворани        | Гетеборг, Шведска               | Квалиф. круг       | 4.36 m             |                    |
| 2014               | Европско првенство у атлетици на отвореном     | Цирих, Швајцарска               | 2.                 | 4.60 m             |                    |
| 2015               | Европско првенство у атлетици у дворани        | Праг, Чешка                     | 2.                 | 4.75 m             |                    |
| 2015               | Светско првенство у атлетици на отвореном      | Пекинг, Кина                    | Квалиф. круг       | 4.45 m             |                    |
| 2016               | Светско првенство у атлетици у дворани         | Портланд, Орегон                | 3.                 | 4.80 m             |                    |
| 2016               | Европско првенство у атлетици на отвореном     | Амстердам, Холандија            | 1.                 | 4.81 m             |                    |
| 2016               | Летње олимпијске игре                          | Рио де Жанеиро, Бразил          | 1.                 | 4.85 m             |                    |
| 2016               | ИААФ Дијамантска лига                          | ИААФ Дијамантска лига           | 1.                 |                    |                    |
| 2017               | Европско првенство у атлетици у дворани        | Београд, Србија                 | 1.                 | 4.85 m             |                    |
| 2017               | Европско екипно првенство у атлетици           | Лил, Француска                  | 1.                 | 4.70               |                    |
| 2017               | Светско првенство у атлетици на отвореном      | Лондон, Уједињено Краљевство    | 1.                 | 4.91 m             |                    |
| 2017               | ИААФ Дијамантска лига                          | Брисел, Белгија                 | 1.                 | 4.85 m             |                    |
| 2018               | Светско првенство у атлетици у дворани         | Бирмингем, Уједињено Краљевство | 3.                 | 4.80 m             |                    |

## Напредак у рекордима
| Перформанс | Место                           | Датум            |
| ---------- | ------------------------------- | ---------------- |
| 4.91 m     | Лондон, Уједињено Краљевство    | 2017, Август 6   |
| 4.86 m     | Филотеи, Грчка                  | 2016, Јун 8      |
| 4.77 m     | Бирмингем, Уједињено Краљевство | 2016, Јун 5      |
| 4.75 m     | Рабат, Мароко                   | 2016, Мај 22     |
| 4.90 m     | Њујорк, САД                     | 2016, Фебруар 20 |
| 4.80 m     | Њујорк, САД                     | 2016, Фебруар 20 |
| 4.77 m     | Флагстаф, САД                   | 2015, Фебруар 20 |
| 4.71 m     | Монако, Монако                  | 2014, Јули 18    |
| 4.65 m     | Глазгов, Уједињено Краљевство   | 2014, Јули 12    |
| 4.60 m     | Њујорк, САД                     | 2014, Јун 15     |
| 4.57 m     | Чула Виста, САД                 | 2014, Мај 30     |
| 4.55 m     | Флагстаф, САД                   | 2014, Јануар 25  |
| 4.51 m     | Ливермор, САД                   | 2012, Јун 16     |
| 4.48 m     | Јуџин, САД                      | 2012, Мај 13     |
| 4.45 m     | Острава, Чешка                  | 2011, Јули 17    |
| 4.41 m     | Сијетл, САД                     | 2011, Јануар 15  |
| 4.30 m     | Маракеш, Мароко                 | 2005, Јули 16    |
| 4.37 m     | Пеанија, Грчка                  | 2005, Фебруар 20 |
| 4.14 m     | Коринт, Грчка                   | 2004, Јули 3     |
| 3.95 m     | Пеанија, Грчка                  | 2004, Јануар 17  |
| 3.90 m     | Ханија, Грчка                   | 2003, Јун 9      |
| 3.60 m     | Атина, Грчка                    | 2003, Фебруар 22 |
| 3.40 m     | Атина, Грчка                    | 2002, Јун 9      |